# 한 남자
《한 남자》(일본어: ある男, 영어: A Man)는 2022년 11월 18일에 개봉한 일본의 범죄 로맨스 스릴러 영화이다.

## 줄거리
요코하마에 살던 리에는 이혼 후 어린 아들을 데리고 고향 미야자키로 돌아가, 그곳에서 만난 다니구치 다이스케와 재혼했다. 이후 딸이 태어나 네 가족이 조용히 살아가던 중, 몇 년 뒤 다이스케가 사고로 세상을 떠난다.
그러나 다이스케가 오랫동안 연락을 끊고 지내던 형 쿄이치가 법요에 찾아와, 영정사진 속 인물이 다이스케가 아니라고 주장한다.
자신이 결혼했던 남자가 누구인지 혼란에 빠진 리에는, 이혼 조정 당시 도움을 받았던 변호사 키도 아키요시에게 신원 조사를 의뢰한다. 키도는 실명이 불명확한 그 남자를 'X(엑스)'라고 부르며 바쁜 변호 업무 틈틈이 조사를 시작한다.
호적을 매매한 혐의로 체포되어 수감 중인 노인 오미우라와 면회한 키도. 오미우라는 키도를 보자마자 그가 조선인임을 간파하고 조롱하며 별다른 이야기를 하지 않는다. 그러나 얼마 후 키도에게 엽서를 보내와 '소네자키'라는 남자의 이름을 전해준다.
귀화한 재일조선인인 키도는, 부유한 아내의 집안과의 관계에서 오는 스트레스에 시달리고 있었다. 아내에게 리에와의 관계를 의심받으면서도 조사를 이어가는 키도. 진짜 다니구치 다이스케는 형과 사이가 좋지 않아 본가를 떠나 오사카에서 생활했던 것이 밝혀진다. 키도는 오사카에서 다이스케의 연인이었던 미스즈를 만나 이야기를 듣는다.
사형수들이 그린 그림 전시회에서, 생전에 X가 그렸던 그림과 닮은 작품을 발견한 키도. 그 그림을 그린 강도 살인범 고바야시 켄키치는 사형이 집행되었지만, '마코토'라는 아들이 있었다.
키도는 관계자들에게 X의 사진을 보여주며 수소문한 끝에, 마코토가 X였음을 밝혀낸다. 마코토는 전도유망한 프로 복서였지만, 아버지가 살인범이라는 사실이 알려질 것을 두려워해 좌절하고, 이후 행방이 묘연해졌다.
리에의 남편이 마코토였음이 밝혀지자, 법적으로 리에 가족은 결혼 전 성으로 되돌아가야 했다. 중학생으로 성장한 아들에게 지금까지 아버지의 묘를 만들지 못했던 이유를 솔직히 이야기하는 리에.
한편 미스즈는 마코토가 썼던 이름으로 페이스북 계정을 만들고, '다니구치 다이스케'라는 이름과 남편의 사진을 계속 올리고 있었다. 진짜 다이스케를 유인하기 위한 계략이었다. 그러던 어느 날, ‘가짜 사이트를 닫으라’는 댓글이 올라왔고, 그것은 ‘소네자키’라는 남자의 이름으로 남겨져 있었다.
이 가짜 사이트의 다이스케가 진짜가 아님을 아는 소네자키야말로 진짜 다이스케라 확신한 키도는 그와 연락을 취하고, 연인 미스즈와의 상봉을 주선한다. 진짜 다이스케는 마침내 자신의 정체성을 되찾는다.
알고 보니 마코토는 두 번이나 이름을 바꾸었었다. 오미우라에게서 소네자키의 호적을 산 후, 다니구치 다이스케와 이름을 맞바꾼 것이었다.
모든 진상을 밝힌 키도는 다시 일상으로 돌아가고, 아내와의 관계도 회복된 듯 보였다. 그러나 사실 아내는 외도를 하고 있었다.
한편, 리에와의 대화를 통해 아버지에 대한 의문을 풀게 된 아들은 어린 여동생에게, 언젠가 자신이 아버지에 대해 설명해주겠다고 의젓하게 말했다.

## 출연

### 주연
- 츠마부키 사토시 : 키도 아키라 역
- 안도 사쿠라 : 타니구치 리에 역
- 쿠보타 마사타카 : 타니구치 다이스케 역

### 조연
- 세이노 나나 : 고토 미스즈 역
- 마시마 히데카즈 : 타니구치 쿄이치 역
- 코야부 카즈토요 : 나카키타 역
- 야마구치 미야코 : 타케모토 하츠에 역
- 키타로 : 이토 역
- 카토 신스케 : 야나기사와 역
- 카와이 유미 : 아키네 역
- 덴덴 : 코스게 역
- 나가노 타이가 : 타니구치 다이스케 역
- 마키 요코 : 키도 카오리 역
- 에모토 아키라 : 오미우라 노리오 역